# حي هوريوا
مقاطعة هوريوا (بالصومالية: Degmada Huriwaa)‏ هي مقاطعة تابعة لمحافظة بنادر جنوب شرق الصومال وتضم الأحياء الشمالية الشرقية من العاصمة الصومالية مقديشو.

## روابط خارجية
- الخريطة الإدارية لحي هوريوا